# Non aprite all'uomo nero
Non aprite all'uomo nero è un film per la televisione del 1990 diretto da Giulio Questi.